# Baryssinus chemsaki
Baryssinus chemsaki là một loài bọ cánh cứng trong họ Cerambycidae.